# مارتنبويتش
مارتنبويتش (بالفرنسية: Martinpuich)‏ هي بلدية تقع في إقليم باد كاليه من منطقة نور با دو كاليه في شمال فرنسا. تبلغ مساحة هذه المدينة 5.96 (كم²)، وترتفع عن سطح البحر 141 م، يبلغ عدد سكانها 205 نسمة حسب إحصاء المعهد الوطني للإحصاء والدراسات الاقتصادية سنة 2009 م. وترأس Jean-François Dercourt البلدية خلال فترة (2008-2014).